# Emilie de Ravin
Emilie de Ravin, född 27 december 1981 i Mount Eliza, Victoria, Australien, är en australisk skådespelare. Hon slog igenom som Claire Littleton i TV-serien Lost och har även spelat med i filmen Remember Me tillsammans med Robert Pattinson.

## Filmografi
- 1999–2000 – BeastMaster (TV-serie)
- 2000–2002 – Roswell (TV-serie) (TV-serie)
- 2002 – Carrie
- 2004–2010 – Lost (TV-serie)
- 2005 – Brick
- 2005 – Santa's Slay
- 2006 – The Hills Have Eyes
- 2008 – Ball Don't Lie
- 2009 – The Perfect Game
- 2009 – Public Enemies
- 2010 – Operation Endgame
- 2010 – Remember Me
- 2010 – The Chameleon
- 2011–2018 – Once Upon a Time (TV-serie) (TV-serie)